# 午前四時、朝焼けにツキ
午前四時、朝焼けにツキ（ごぜんよじあさやけにツキ）は、日本のエモ、スクリーモバンドである。通称「ごぜよ」。2011年結成。2017年9月30日、新潟CLUB RIVERSTにて開催のゴゼオワツアーファイナルを以て解散。

## 概要
平均年齢22歳、新潟を拠点としている。
キャッチフレーズは激情系「帰りたくなる」哀愁ロック
2015年1月25日のライブを最後にメンバーの2人が脱退となり、今後の活動が危ぶまれるものの、新メンバーを迎えて約50日という短いスパンで同年3月14日に初ライブを全曲新曲で敢行。
2017年7月2日、公式サイト上で9月30日のツアーファイナルをもっての解散を発表。
ゴゼラブ・ゴゼオワといった主催ライブを経て、2017年9月30日、新潟CLUB RIVERSTにて開催のゴゼオワツアーファイナルを以て解散。

## メンバー
- 中元秀哉(なかもと しゅうや) - ボーカル、ベース

1993年2月12日生まれ。
結成時からのメンバーで、語るような歌い方と、感情を剥き出しにしたような叫びが特徴。小林の脱退前のパートはギターボーカルだった。現在は三宮広大と共にどうせ未だ知ラナイを結成しコンポーザーを務めている。
- 五十嵐一輝(いからし かずき) - ボーカル、ギター

2015年3月加入。突き抜けるようなハイトーンボイスが特徴。並行して渡邊翼と共にUp dripperとしても活動していた。解散後はシルエを結成し、ギターボーカルを務めている。
- 三宮広大(さんぐう こうだい) - ギター、コーラス

結成時からのメンバーで、新旧体制一貫してライブでのポジションは上手。現在は中尾佳介と共にSound Sleepを結成しギターを担当している。また、2019年8月よりマチカドラマに加入し、ギターコーラスを担当。2022年7月より、中元秀哉と共にどうせ未だ知ラナイを結成しギターを務めている。
- 渡邊翼(わたなべ つばさ) - ギター、コーラス

2015年3月加入。ライブでのポジションは下手。 五十嵐一輝と共にUp dripperとしても活動していた。解散後、現在はホロトニアにギターで加入。
- 中尾佳介(なかお けいすけ) - ドラム

2015年3月加入。現在は三宮広大と共にSound Sleepを結成しドラムを担当している。また、2022年10月よりa crowd of rebellionに加入し、ベースを担当。

### 元メンバー
- 小林亮輔(こばやし りょうすけ) - ボーカル、ベース

2015年1月脱退。元々はボーカルのみだったが山崎の脱退によりベースボーカルへ転向。在籍中、a crowd of rebellionにギターボーカルとして加入。並行して活動していたが、同バンドに専念するため脱退。
- 山崎翔太(やまざき しょうた) - ベース

2011年脱退。小林と同時期に加入した。
- ガワザワ - ドラム、コーラス

2015年1月脱退。結成時からのメンバーだった。

## ディスコグラフィー

### シングル
|     | 発売日        | タイトル          | 規格品番  | 収録曲                                                     | 備考           |
| --- | ------------- | ----------------- | --------- | ---------------------------------------------------------- | -------------- |
| 1st | 2015年3月21日 | スタミナ三國志 ep | KZNR-0003 | 1. 染マル 2. bounce○山 3. 抱き寄せてTONIGHT! [bonus track] | ライブ会場のみ |

### アルバム
|          | 発売日         | タイトル | 規格品番  | 収録曲                                                                                     | 備考                             |
| -------- | -------------- | -------- | --------- | ------------------------------------------------------------------------------------------ | -------------------------------- |
| 1st mini | 2014年10月08日 | 鉄也林部 | KZNR-0001 | 1. 娑蕃奈 2. GOZEYO 3. フラメンコ淳子 4. ASURA 5. 不快感 6. Takahiro先輩 7. バモス、高橋。 | KIZUNA RECORDS オリコン最高162位 |
| 2nd mini | 2016年01月06日 | カワラズ | KZNR-0004 | 1. 賽銭箱 2. 因呶羅 3. 蝉が笑う。 4. 染マル 5. カスタネット倫子                            | KIZUNA RECORDS オリコン最高132位 |

### DVD
|     | 発売日 | タイトル                               | 収録曲 | 備考 |
| --- | ------ | -------------------------------------- | --- | ---- |
| 1st |        | memory of GOZEYO – Chapter1 epilogue - | 1. GOZEYO [MV] 2. GOZEYO [MV 撮影オフショット] 3. Takahiro先輩 [LIVE MV] (H26.07.01 LIVE) 4. 密着ライブドキュメンタリー (H26.11.30 LIVE) 5. おまけ (プライベートオフショット!?) | 完売 |

## ミュージックビデオ
| 曲名                                                      |
| 「GOZEYO」「因呶羅 」「染マル」 「アイビス」 「朱 -GOI-」 |

## 主なライブ

### ワンマンライブ・主催イベント
- 2016年 - "小夜音雨の届けもの。" VOL.29 ～午前四時、朝焼けにツキ【カワラズ】RELEASE TOUR 2016～
w/ThreeOut / FOMARE / あいくれ
- 2016年 - 午前四時、朝焼けにツキ 「カワラズ」RELEASE TOUR 2016 ～FINAL SERIES IN OSAKA～
w/ホロ / Cö shu Nie / ガナリヤ / サイレントニクス

### 出演イベント
- 2013年05月13日 - CLUB RIVERST 5th Anniversary
- 2015年01月25日 - 「恐怖!朝焼けデェト」
- 2015年03月21日 - イツエ Presents 「今夜絶対」 Release Tour ～君と五重奏～
- 2015年05月04日 - Niigata Rainbow ROCK Market 2015
- 2015年05月06日 - ホロフェス2015
- 2015年05月17日 - 百万石音楽祭2015～1時間で善光寺 編～
- 2015年05月18日 - こめたに pre.『午前の集会、朝焼けは退屈にツキ。』
- 2015年06月07日 - 百万石音楽祭2015～ミリオンロックフェスティバル～
- 2015年06月13日・14日 - MERRY Grateful Year 2015「NOnsenSe MARkeT 1F」
- 2015年07月05日 - ピストル・ディスコ2015～百歌良乱～
- 2015年07月06日 - 北斗七星
- 2015年07月19日 - そうだ! 佐渡へ行こう!!
- 2015年08月23日 - The cold tommy『FLASHBACK BUG』リリースツアー
- 2015年09月04日 - Shooting LIVE Vol.2
- 2015年10月10日 - DIVING ROCK 2015 in KANAZAWA
- 2015年10月22日 - room12 presents 2nd E.P "花葬"～Release Tour Final～
- 2015年10月24日 - PHOENIX ROCK FEST.15
- 2015年11月07日・08日 - ircle 2nd full album 「我輩は人間で r 」release tour ～Yes,I am.～
- 2015年12月29日 - O-Crest YEAR END PARTY 2015 Special 4DAYS!
- 2016年01月15日 - あいくれpre.アポトーシスの愛し方講座
- 2016年02月28日 - hoshioto presents "oto note vol.12" QOOLAND TOUR 2016「COME TOGETHER RELEASE TOUR」
- 2016年03月08日 - セプテンバーミー 3rd MINI ALBUM「Godspeed you!」リリースツアー 「CRセプテンバーミー」-確率変動突入- 福井編-
- 2016年05月04日 - NIIGATA RAINBOW ROCK 2016
- 2016年05月27日 - Stylish FellowS【aquarifa「SHINE」Release Tour～光の射す方へ～ / そこに鳴る「YAMINABE」release tour】
- 2016年06月05日 - 百万石音楽祭 2016～ミリオンロックフェスティバル～
- 2016年06月16日 - LIVEHOLIC 1st Anniversary series Vol.7
- 2016年06月25日 - OTOSATA ROCK FESTIVAL 2016
- 2016年07月12日 - 彼女 IN THE DISPLAY presents THE ROOTS TOUR 2016
- 2016年07月21日 - WINDING ROAD
- 2016年07月30日 - ANGRY FROG REBIRTH presents WEST SIDE FAMILY BACK
- 2016年09月19日 - TOKYO CALLING 2016
- 2016年09月24日 - ジラフポット「The Quiet Cube Tour」
- 2016年10月02日 - 金沢一生青春FESTIVAL 2016
- 2016年10月15日 - KITAZAWA TYPHOON 2016